# Omsjön, Ångermanland
Omsjön är en sjö i Sollefteå kommun i Ångermanland och ingår i Ångermanälvens huvudavrinningsområde. Sjön har en area på 0,565 kvadratkilometer och ligger 214 meter över havet. Sjön avvattnas av vattendraget Rinnån.

## Delavrinningsområde
Omsjön ingår i det delavrinningsområde (708211-154173) som SMHI kallar för Utloppet av Omsjön. Medelhöjden är 229 meter över havet och ytan är 2,7 kvadratkilometer. Räknas de 12 avrinningsområdena uppströms in blir den ackumulerade arean 90,28 kvadratkilometer. Rinnån som avvattnar avrinningsområdet har biflödesordning 3, vilket innebär att vattnet flödar genom totalt 3 vattendrag innan det når havet efter 139 kilometer. Avrinningsområdet består mestadels av skog (67 procent). Avrinningsområdet har 0,55 kvadratkilometer vattenytor vilket ger det en sjöprocent på 20,3 procent.